# 新康斯坦丁尼夫卡 (敖德薩州)
46°57′7″N 29°58′14″E / 46.95194°N 29.97056°E
新康斯坦丁尼夫卡（羅馬化：Novokostiantynivka）是位於烏克蘭西南部的村莊，由敖德萨州羅茲迪利納區的斯捷潘尼夫卡市鎮負責管轄。該村始建於1924年，面積2.33平方公里，海拔高度42米，2001年人口346，人口密度每平方公里148.5人。